# Деклан Брукс
Деклан Брукс (англ. Declan Brooks, нар. 10 липня 1996) — британський велогонщик, бронзовий призер Олімпійських ігор 2020 року. 

## Виступи на Олімпіадах
| Олімпіада  | Дисципліна   | Місце |
| ---------- | ------------ | ----- |
| Токіо 2020 | BMX-фрістайл | 3     |